# Patrick Nogueira
François Patrick Nogueira Gouveia (Altamira, 6 de novembro de 1996) é um brasileiro de origem criminosa que matou seus tios e dois primos em um chalé em Pioz no dia 17 de agosto de 2016 e na manhã seguinte foi a uma partida de futebol até um mês depois, o apodrecimento dos corpos alertou o jovem, sendo este um crime bastante mediático.
Após esses eventos, ele foi apelidado de "O assassino de Pioz".  O Superior Tribunal de Justiça de Castilla-La Mancha foi quem julgou e condenou Nogueira em primeira instância a uma pena de prisão permanente passível de revisão mais três sentenças de prisão de 25 anos.
Esta sentença inicial foi apelada para o Supremo Tribunal pelo Ministério Público com o apoio do Ministério Público. Em resposta a este recurso e tendo em conta a gravidade dos crimes, Nogueira foi finalmente condenado pelo Supremo Tribunal Federal a uma pena de 25 anos mais três sentenças de prisão permanente.
O amigo com quem Nogueira se comunicou no dia do crime, Marvin Henriques Correia, preso e depois libertado, foi acusado na Paraíba de ser cúmplice. Em julho de 2021, ele foi absolvido quando foi decidido que nenhuma de suas ações era criminosa.

## Agressão na prisão
Patrick foi atacado no final de novembro de 2021 por cerca de uma dezena de presidiários, permanecendo no hospital por quatro dias até receber alta. As autoridades especulam que o motivo seja a "lei carcerária", onde quem comete crimes graves contra crianças e mulheres é executado por a população prisional.